# Euxoa oblongistigma
Euxoa oblongistigma là một loài bướm đêm trong họ Noctuidae.